# La Bâtie-Montsaléon
La Bâtie-Montsaléon település Franciaországban, Hautes-Alpes megyében. Lakosainak száma 288 fő (2022. január 1.). La Bâtie-Montsaléon Aspremont, Chabestan, Savournon, Serres és Sigottier községekkel határos.

## Népesség
A település népességének változása:
| Lakosok száma | 134  | 134  | 137  | 183  | 222  | 234  | 254  | 256  | 257  | 288  |
|               | 1968 | 1982 | 1990 | 2006 | 2013 | 2015 | 2017 | 2019 | 2020 | 2022 |